# 132. gorski bataljon Slovenske vojske
132. gorski bataljon Slovenske vojske (kratica: 132. GORB) je osrednja gorska formacija Slovenske vojske v sestavi 1. brigade Slovenske vojske; nastanjen  je v vojašnici Bohinjska Bela. Od  2025 je v sestavi 1. brigade kot 132. gorski bataljon SV (kratica 132. GORB).

## Zgodovina
132. gorski bataljon je bila prva vojaška formacija Slovenske vojske, ki je popolnjena s pogodbenimi pripadniki rezervne sestave. Januarja 2002 je bil bataljon prerazporejen iz 1. brigade Slovenske vojske v 52. brigado Slovenske vojske. Septembra 2003 je bataljon dobil v sestavo še gorsko šolo Slovenske vojske. Po razpustitvi 52. brigade Slovenske vojske je bil bataljon maja 2004 razporejen v sestavo 72. brigade Slovenske vojske. Maja 2013 se bataljon preimenuje v 132. gorski polk (kratica 132. GORB) prerazporejen iz 72. brigade v 1. brigado SV. Januarja 2025 se je 132. GORP znova preimenoval v 132. gorski bataljon (kratica 132. GORB).

## Razvoj
- 1. bataljon planinske brigade SV (1992–)
- 132. gorski bataljon SV (2001–2013)
- 132. gorski polk SV (2013–2025)
- 132. gorski bataljon SV (2025-naprej)

## Poveljstvo
Poveljniki
- podpolkovnik Tomaž Žbogar (trenutno)
- podpolkovnik Robert Klinar (od 1. marca 2014)
- major Anže Rode (3. oktober 2011–1.marec 2014)
- major Janez Pungaršek (maj 2009–3. oktober 2011[1])
- major Borut Cesar (december 2005–maj 2009)
- major Klemen Medja (6. februar 2003–december 2005)
- major Janez Cerkovnik (1996–6. februar 2003)

Namestniki poveljniki
- stotnik Nataša Zorman (1. junij 2009[2]–?)
- major Vojko Sotlar (od 2013)

## Organizacija
- Poveljstvo
- Poveljniško-logistična četa
  - Alpski izvidniški vod
- 1. gorska četa
- 2. gorska četa
- 3. gorska četa
- 4. gorska četa
- Minometna četa